# El profesor tirabombas
 El profesor tirabombas es una película filmada en colores de Argentina dirigida por Fernando Ayala según el guion de Abel Santa Cruz que se estrenó el 7 de septiembre de 1972 y tuvo como protagonistas a Luis Sandrini, Beatriz Taibo, Willy Ruano,  Roberto Escalada y Diego Botto. 

## Sinopsis
El exprofesor hippie y patagónico regresa a Buenos Aires y en lugar de jubilarse encabeza una huelga estudiantil.

## Reparto
Participaron en el filme los siguientes intérpretes:
- Luis Sandrini ... profesor Horacio Tito Montesano
- Beatriz Taibo ... Alicia
- Roberto Escalada ... Pancho Varela
- Homero Cárpena ... profesora de higiene Salvatierra
- Oscar Martínez ... Olegario Belén
- Mónica Jouvet ... Laura Menéndez
- Silvestre ... Rolo
- Nya Quesada ... Adela, hermana de Horacio
- Max Berliner ... rector Antúnez
- Adrián Ghio ... Alumno malvado
- Willy Ruano ... Evaristo
- Diego Botto ... Alumno Ermiño Carracedo
- Marta Albertini
- Katunga
- Sergio Velasco Ferrero ... reportero TV
- Mario Luciani ... encargado buffet
- Mario Savino ... conductor auto chocado
- Marcelo Marcote ... alumno escuela primaria
- Maria J. Andrés
- Nora Kaleka
- Nelly Tesolin
- Liliana Aquino
- Luis Maria Mathe
- Rodolfo Brindisi
- Hector Doldi
- Raul Aller
- Carlos Bianquet
- Osmar Pereyra
- Enrique San Miguel
- Rubén Tobías
- Claudio Chimento
- Ricardo Gil Sorin
- Ricardo Baione
- Daniel Panaro
- Oscar Maril
- Horacio Heredia
- Juan Carlos Bergallo
- Juan José González
- Daniel Olcese
- Roberto Yara
- Ricardo Baxter
- Guillermo Ball-Llatinas
- Gina Gaudi
- Gladys Haynes
- Olga Bruno
- Ana María Russo
- Beatriz Herrera
- Rosa Aguiar
- Patricia Dutto
- Norma Tamasiro
- Roxana Piazza (Roxana Chimento)

## Comentarios
Pussycat escribió en Patoruzú:

”Ojalá algún director se dé cuenta que este profesor está tan agotado que merece su jubilación.”

La Nación opinó:

”Fernando Ayala ha dirigido el film con gran corrección artesanal.”

El Heraldo del Cine dijo:

”Sólo dignidad y simpatía no bastan al público.”

Manrupe y Portela escriben:

”Sandrini, aquí con barba en un aproximamiento exterior a “lo revolucionario” y con un tema que quiere estar a tono con la época, pero que es sólo una antigüedad más.”